# Vestmannaeyjar
A Vestmannaeyjar (egyes forrásokban Vestmann-szigetek; izlandiul: Vestmannaeyjar) egy apró szigetcsoport Izland partjaitól délre. Egyetlen településének hivatalos neve Vestmannaeyjabær (kb. Vestmann-szigetek városa), de a gyakorlatban azt is Vestmannaeyjar néven nevezik. Ez a legnagyobb szigeten, Heimaeyn terül el, mintegy 4000 fő lakja, a többi sziget lakatlan, bár közülük kettőn található egy-egy menedékház. A szigetcsoport 1973-ban került a nemzetközi figyelem középpontjába, amikor az izlandiak hónapokon át a Heimaey kikötőjét fenyegető láva ellen védekeztek, amely az Eldfell vulkánból származott.

## Földrajz
A 16,3 km² összterületű Vestmannaeyjar mintegy 15 nagyobb szigetből és 20 sziklazátonyból, sziklaszirtből áll. Főbb szigetei a következők:
- Heimaey (13,4 km²)
- Surtsey (1,4 km²)
- Elliðaey (0,45 km²)
- Bjarnarey (Vestmannaeyjar) (0,32 km²)
- Álsey (0.25 km²)
- Suðurey (0,20 km²)
- Brandur (0,1 km²)
- Hellisey (0,1 km²)
- Súlnasker (0,03 km²)
- Geldungur (0,02 km²)
- Geirfuglasker (0.02 km²)
- Hani, Hæna és Hrauney szigeteit, valamint a Grasleysa sérszigetet a smáeyjar (kis szigetek) kategóriájába sorolják.

## Növény- és állatvilág
A szigetek növényzete szegényes és kevéssé változatos. Helyenként jól nő a fű, ami némi lehetőséget a hagyományos izlandi juh- és szarvasmarha-tenyésztés számára elengedhetetlenül szükséges szénagyűjtésre, de egészében kevés a mezőgazdaságilag hasznosítható terület. A szigeteken fellelt növényfajok száma 120 körül mozog, és 80-90 fajta rovart találtak.
A szigetek állatvilágának legfontosabb képviselői a tengeri madarak, amelyek hatalmas kolóniákban élnek ott. A legszámosabbak az étkezési célra is kitűnő lundák, de nagy tömegben élnek a szirteken alkák, fekete lummák, sirályhojszák és a háromujjú csüllők. A levegő királyai, a szulák, a szigetcsoport külső szigetein élnek inkább, a villás viharfecskékkel,  az atlanti vészmadárral együtt. A sirályfélék sok képviselője is előfordul a szigeteken.

## Története
A szigetek lakosságának története a legendák szerint az izlandi honfoglalás,  idejéig, 875-ig nyúlik vissza. A hagyomány szerint az első izlandi telepesnek, a honfoglalás legendás vezérének, Ingólfur Arnarsonnak volt egy fogadott testvére, Hjörleifr Hróðmarsson, aki egy korábbi viking kalandozásán számos foglyot ejtett Írországban. Tizet közülük rabszolgaként magával vitt Izlandra. Izlandon Hjörleifur külön téli szálláson telepedett le. Ezután a tavaszi vetéssel megbízott rabszolgái fellázadtak, megölték őt és embereit, a háztartás nőtagjait pedig elrabolták és velük a mai Vestmannaeyjar szigeteire menekültek, amelyek az izlandi partokról is jól látszanak. Amikor Ingólfur felfedezte tettüket, testvéri kötelessége volt vérbosszút állni, amit meg is tett. Kiderítette, hogy az írek hová menekültek, és megölte őket. A szigetek ekkor kapták nevüket, mert a korabeli vikingek a Brit-szigetek főleg kelta lakóit vestman-nak, nyugati embernek hívták.
A legendát a modern történészek nem mindegyike fogadja el. Sokak szerint nem valószínű, hogy az összes lázadó rabszolgát sikerült meggyilkolni, valószínűleg maradtak leszármazottaik. Mások szerint a sziget elnevezését az első állandó telepesről, Herjólfur Bárðarsonról kaphatta, aki maga minden bizonnyal írországi származású, azaz vestman volt.
A régészet eredményei szerint a Vestmannaeyjar szigetein az első állandó szállások 900 és 930 között jöttek létre. Addig csak halászok jártak arra, akik téli szállást nem létesítettek. Ezután a 12. századig helyi földművelők tulajdonában volt a sziget. Később a katolikus püspök vásárolta fel a telkeket azzal a szándékkal, hogy kolostort létesítsen a szigeten. Erre végül nem került sor, de a földek a 15. század elejéig püspöki tulajdonban voltak. 1420-ban a püspök adóssága fejében Pomerániai Erik dán király tulajdonába kerültek a szigetek, és ezután századokig dán királyi tulajdonban maradtak.
A lakosság fő foglalkozása az ősidőktől kezdve a halászat volt, kiegészítve madárfogással (a szigeteken tömegével fészkelő lundák húsa kitűnő), madártojás gyűjtésével és az Izlandon elmaradhatatlan juhtenyésztéssel. A halászat a dán uralom idején a királyi dán monopólium által biztosított hajókkal folyt, és a fogást is ők vették át. A halászok keresete minimális volt, viszont gyakoriak voltak a balesetek, súlyos emberveszteségek. A madárgyűjtés is veszélyes foglalkozás volt, hegymászói teljesítményt igényelt. A szigeteket határoló meredek sziklaszirtekre felülről ereszkedtek le, a sziklafalon madárhálókkal begyűjtötték az állatokat, kötegekbe kötötték a zsákmányt, majd ledobták a tengerbe, ahol a lent várakozó csónakokkal társaik összegyűjtötték a vízből a madár-füzéreket.
A 17. században újabb csapások érték a lakosságot. 1614-ben angol szabadcsapatok szállták meg a szigetet, erőszakoskodtak, kifosztották a családokat. 1627-ben algíri és török kalózok támadtak három nagy hajóval (Izland történetében ez volt az ún. Tyrkjaránið/Törökdúlás, ami az első és egyben utolsó ilyen támadás is a sziget ellen). A kalózokat a helyi emlékezet hagyományosan törökökként emlegeti, bár valójában nemcsak törökökből, hanem sok nemzetiségből tevődtek össze, a Magreb partvidékéről, főleg Sla (Salé) településéről, a mai Rabat ikervárosából, vezetőjük pedig egy holland kalóz volt. A „törökök” a mintegy 500 fős védtelen lakosságból megöltek 36 embert, és rabszolgának elhurcoltak 242 főt. A település ezt a csapást sokáig nem heverte ki.
A helyi közigazgatásra vonatkozó első adat 1700-ból maradt fenn, amikor magisztert (helyi közigazgatási vezetőit, bírót) neveztek ki a település élére. 1787-ben Vestmannaeyjar városi jogokat kapott, de ezt 1807-ben visszavonták. 1918-ban újra megkapta ezeket a jogokat a városka, polgármestert (bailiff), neveztek ki valamint városi tanácsot állítottak fel. Az első általános iskolát 1745-ben alapították a szigeten.
A halászati szezonban az ország sok részéről érkeztek fiatalok a szigetre, hogy megkeressék az egész évi létfenntartáshoz szükséges pénzt. A halászok azonban szinte állandó életveszélyben dolgoztak. A hirtelen időváltozás, a hajótörés, de a nyitott csónakban az egyszerű kihűlés is sok áldozatot követelt. 1685-ben és 1757-ben például egy-egy emlékezetesen tragikus nap során 50-50 halász vesztette életét.
Az elemekkel folytatott állandó küzdelem ösztönözte 1862-ben az első izlandi biztosító társaság létrehozását is itt. A természetes kikötő kiegészítésére 1914-ben építették az első mesterséges mólót, amit ugyan a következő évben lebontott a tenger, de újjáépítették, megerősítették. 1918-ban, ugyancsak elsőként Izlandon, tengeri mentő társaságot hoztak létre, és ez 1920-ra megvásárolta az első gőzhajóját, amit nem csak mentésre, hanem az idegen halászok elleni védekezésre is használtak. 1926-ban az állam átvette ennek a hajónak fenntartását, és ez lett Izland első partvédő hajója.
A sziget modern történetének legfontosabb eseménye az Eldfell vulkán 1973-as kitörése volt, ami csaknem megsemmisítette a lakosság gazdasági létalapját, mivel a kiömlő láva azzal fenyegetett, hogy elzárja a kikötőt a tengertől. A geológiai szerencsének köszönhetően azonban erre nem került sor, és a szigetlakók szívós munkával újra felépítették gazdaságilag azóta is virágzó városukat.

### A lakosság
A szigeten a kereszténység izlandi felvétele, 1000 után mindig volt templom, bár a korai egyszerű épületeknek a nyomát nem sikerült megtalálni. A lakosság száma erősen ingadozott, főleg a halászat eredményessége nyomán. Az első népszámlálás 1703-ban 318 fős lakosságot mutatott ki. 1800-ra azonban csak 173 lakos maradt. A 20. század elejétől gyorsan kezdett növekedni a lakosság, 1930-ban elérte a 3347 főt, 1940-re meghaladta a 3500-at. 1972 végén, az Eldfell vulkán kitörése előtt 5273 ember lakott a szigeteken, azaz konkrétan az egyetlen településnek helyet adó Heimaey szigeten.
Vestmannaeyjar lakói a nehéz természeti feltételekkel folytatott mindennapos küzdelemben rendkívül erős szolidaritást tanúsítanak egymás iránt. Az összetartozás erős érzése, párosulva a lakosság kiemelkedő anyagi helyzetével, a „szárazföldi” Izland lakói körében időnként ellenérzéseket is kivált. A szigetlakók ezzel szemben arra is hivatkoznak, hogy az egész ország nemzeti jövedelméhez messze az átlagon felüli mértékben járulnak hozzá.
A társadalmi élet fontos eseménye a szigeten az 1874 óta évente, augusztusban megrendezett fesztivál, amikor az első telepesről elnevezett völgybe, a Herjólfsdalurba kiköltözik a lakosság apraja-nagyja és néhány napig sátorozik nagy vigasság közepette.

## Gazdasága
Az Vestmannaeyjar körüli vizek Izland és ezzel egyúttal a világ halban leggazdagabb tengerrészei közé tartoznak. A lakosság fő foglalkozása a korai időktől kezdve a halászat volt. Kezdetleges eszközökkel is jelentős fogást lehetett elérni. A halászat 1905-ig kizárólag nyitott evezős csónakokkal folyt. Az első motoros halászcsónak 1906-ban érkezett a szigetre, de 1929-re már 97 volt belőlük. A fogás értéke állandóan növekedett, és kiépültek a kapcsolódó ipari létesítmények, hűtőházak, halfeldolgozók, hálókészítők és számos más ipari és kereskedelmi létesítmény. 1911-ben saját telefontársaságot hoztak létre, és önerőből finanszírozták kábel fektetését az izlandi szárazföldig. 1916-ban dízel alapon áramfejlesztő berendezést állítottak üzembe. 1962-től azonban már tengere alatti kábelen kapják az elektromos energiát Izlandról. 1964 óta az édesvizet is vezetéken szállítják a szárazföldről.
Az 1929-33-as nagy gazdasági világválság itt is nagyon súlyosan éreztette hatását. A második világháború azonban hadi konjunktúrát hozott; a háborúra készülő, majd hadviselő országokban egyaránt megnőtt a kereslet az izlandi halászat termékei iránt. Új hajókba, feldolgozó üzemekbe ruháztak be, modern felszereléseket vásároltak, és rohamosan nőtt Vestmannaeyjar lakossága.

## Közlekedés
A szigetet a szárazfölddel állandó kompjárat köti össze. A Herjólfur autószállító komp a téli félévben Þorlákshöfn és Heimaey között közlekedik 2 óra 45 perces menetidővel, nyáron a közelebbi Landeyjahöfn kikötőtől a menetidő csak 30 perc. A szigeten repülőtér is van, a légi út Reykjavíktól 20 perc körül van.

## Galéria

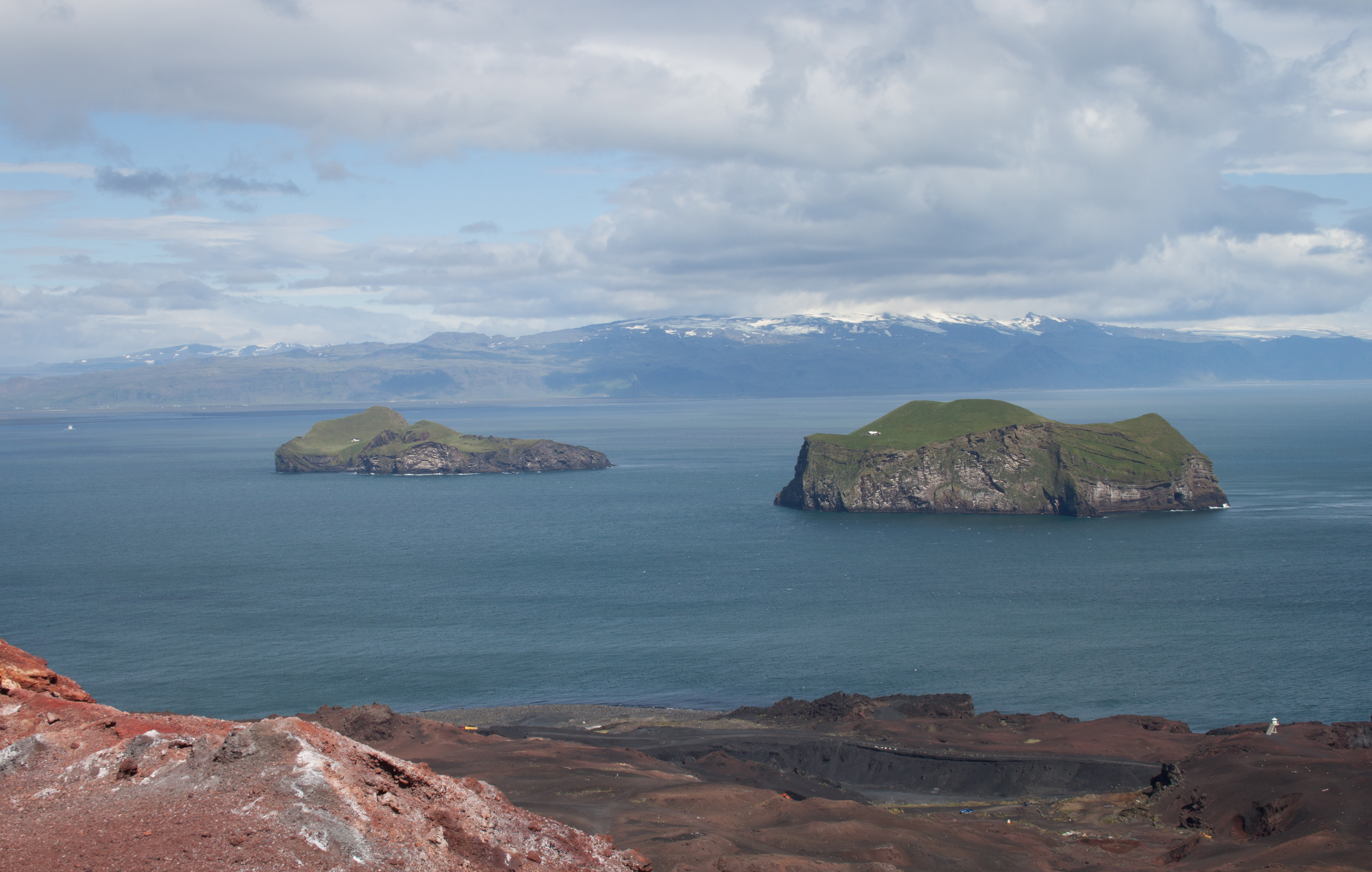
Kilátás az Eldfell vulkán csúcsáról; előtérben Elliðaey és Bjarnarey szigetek, háttérben a szárazföldön az Eyjafjallajökull vulkán az örök jég alatt
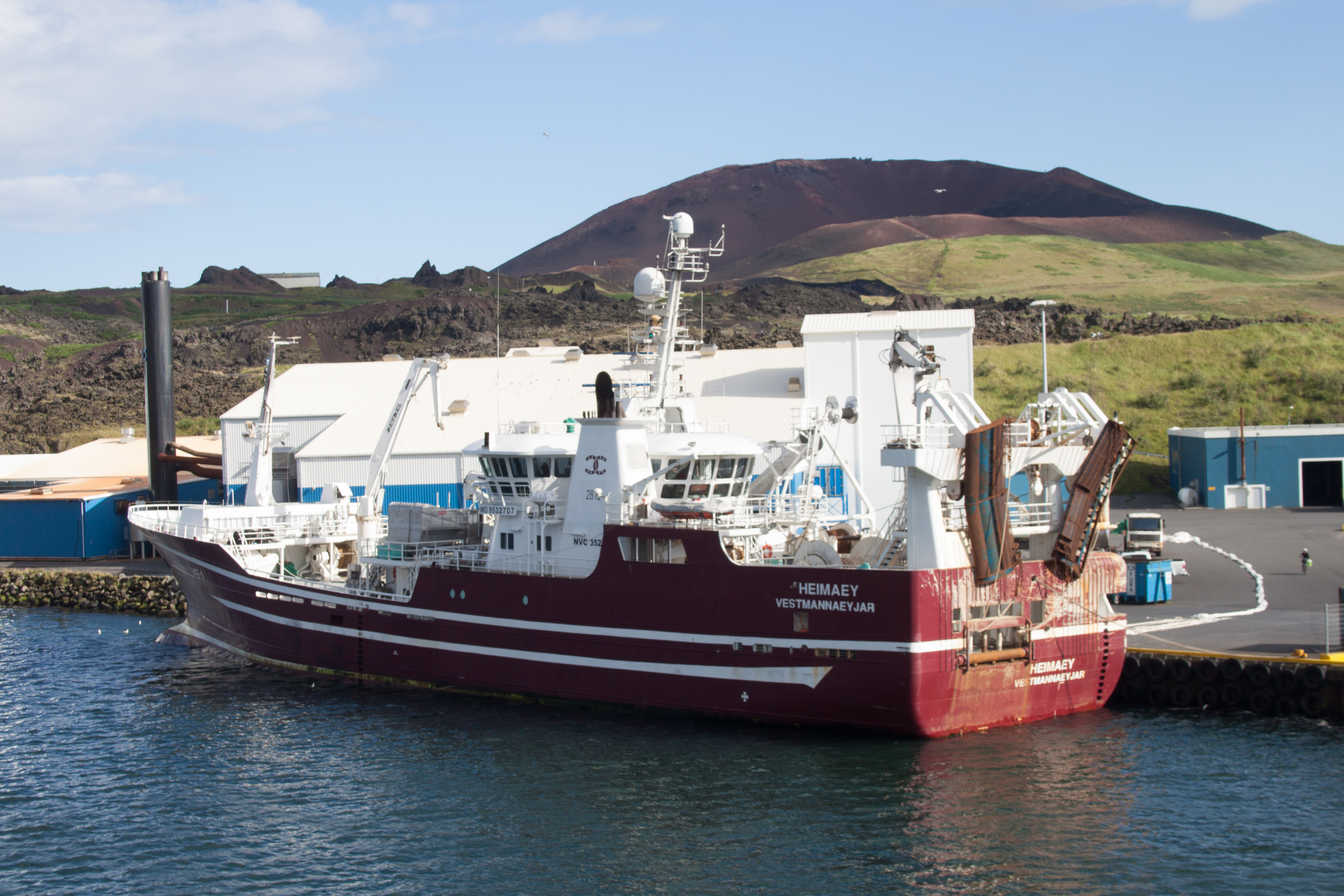
Halászhajó a kikötőben; háttérben az Eldfell vulkán
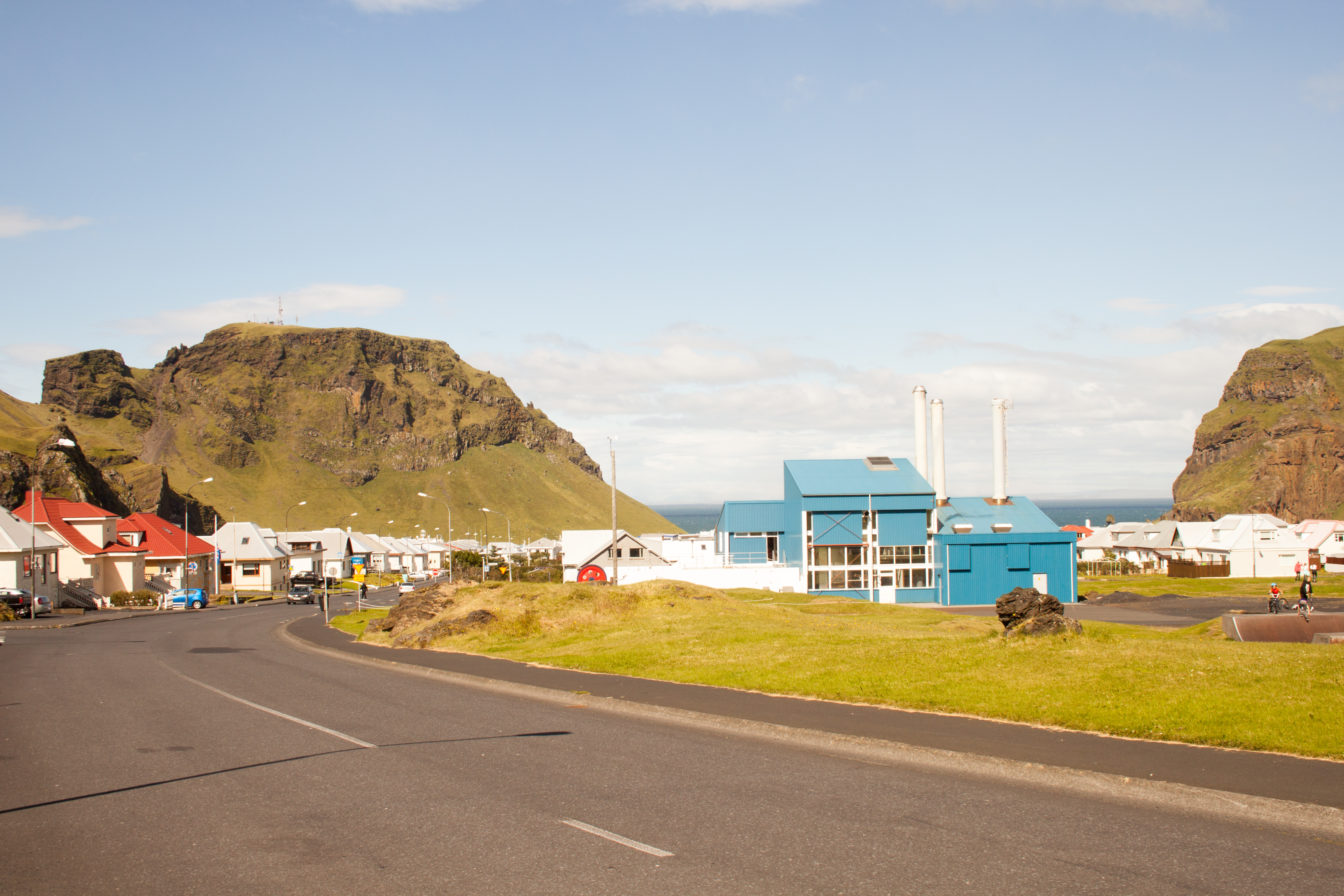
A település részlete, középen a geotermikus erőművel
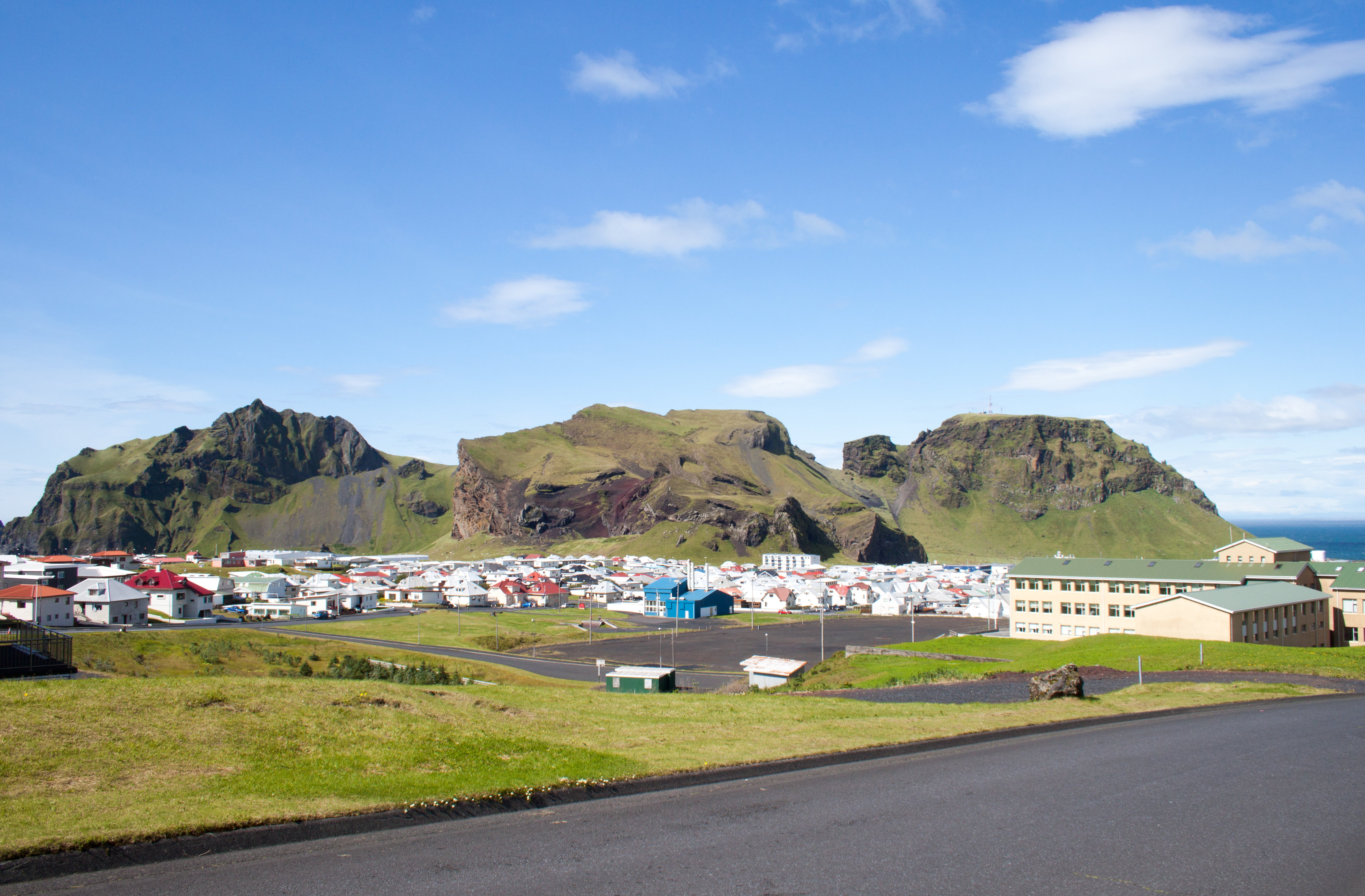
A település részlete
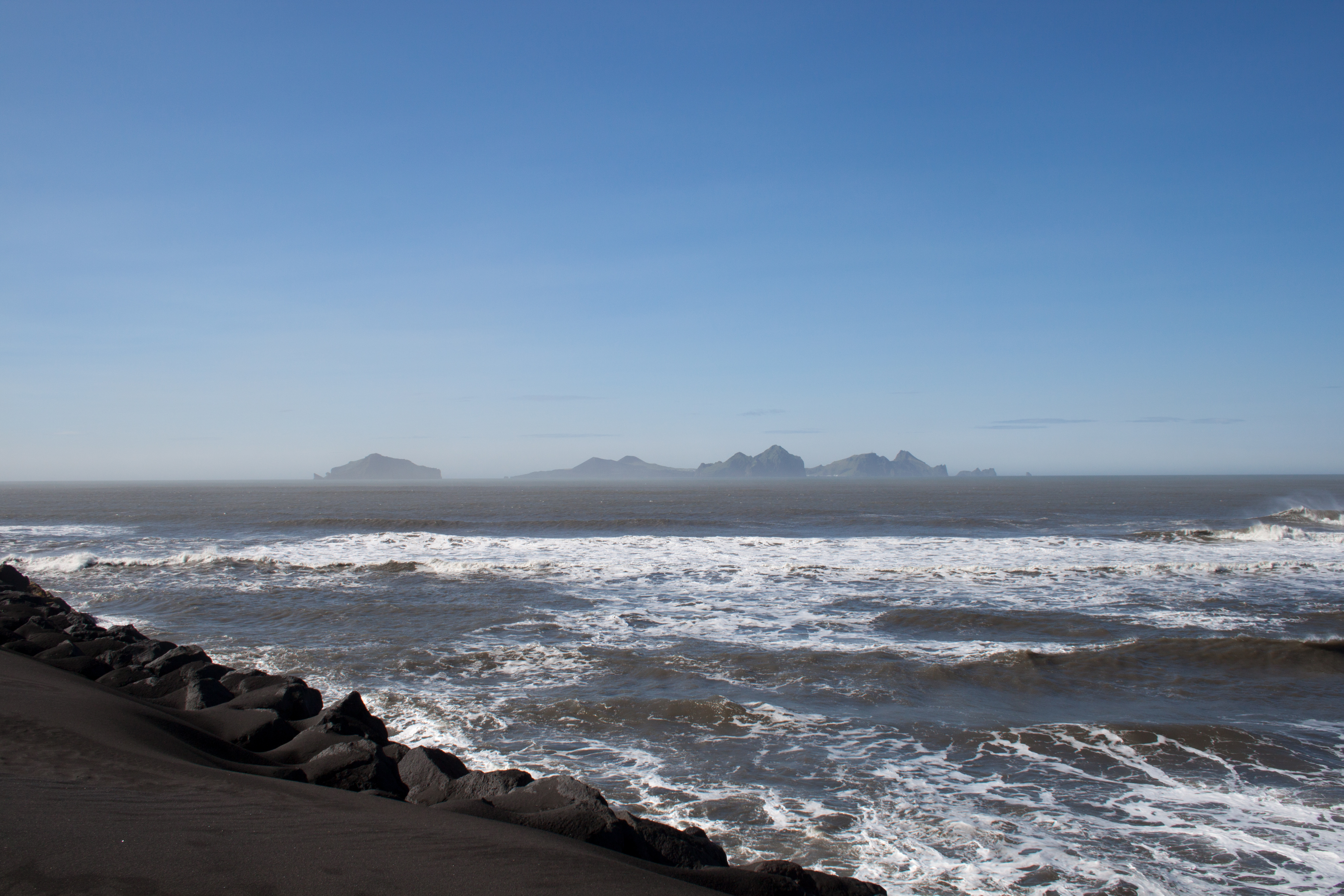
A szigetek látképe a szemközti izlandi partról